# United Empire
Palmarès
voir ici
The United Empire (ユナイテッド・エンパイア, Yunaiteddo Enpaiya), est un clan de catcheurs appartenant à la New Japan Pro Wrestling, une fédération de catch japonaise, fondée le 16 octobre 2020.
À la suite de la rivalité d'Ospreay avec Kazuchika Okada en janvier 2021, le groupe est entré dans une rivalité avec Tencozy, avant d'être officiellement nommée «United Empire». Le groupe a marqué un tournant majeur pour la carrière d'Ospreay, un favori de longue date des fans, qui a commencé son ascension hors de la division des poids lourds juniors et est entré dans la course pour le IWGP World Heavyweight Championship.

## Carrière

### Formation (2020)
Le 3 octobre 2015, lors d'un événement de la Revolution Pro Wrestling, Will Ospreay affronte Kazuchika Okada de la New Japan Pro Wrestling dans un match qu'il perd. Okada, impressionné par Ospreay, a continué à le recommander aux responsables de la NJPW, ce qui a finalement conduit à la signature d'Ospreay par la promotion japonaise. Ospreay sera plus tard annoncé comme le nouveau membre du clan Chaos d'Okada.
En octobre 2020, Ospreay intègre le tournoi G1 Climax, où il termine avec un record de six victoires et trois défaites, réussissant le 16 octobre à battre Kazuchika Okada après l'intervention de sa petite amie Bea Priestley et le retour du Young Lion, Great O-Khan, puis il attaque Okada après le match, effectuant un Heel Turn et quittant Chaos, accusant Okada de le retenir et annonce la création de son propre clan aux côtés de Priestley et Great O-Khan,.

### Rivalité avec Kazuchika Okada (2020–2021)

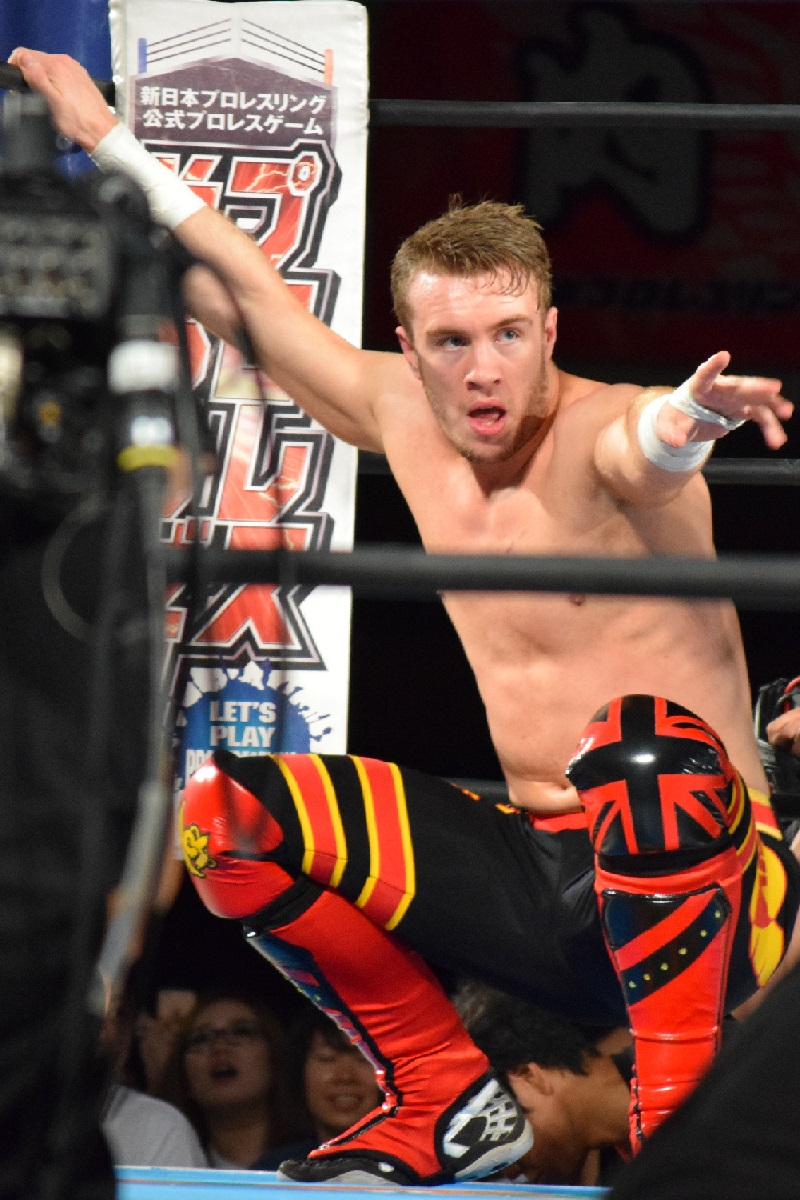
Premier et actuel leader du clan, Will Ospreay.

Le lendemain, Ospreay et Great O-Khan battent les anciens coéquipiers d'Ospreay, Chaos (Kazuchika Okada et Sho). Le nouveau groupe est ensuite surnommé "The Empire".
Après le tournoi, Okada cherche à se venger d'Ospreay pour ses actions, le conduisant à affronter et battre Great O-Khan à Power Struggle. Par la suite, Ospreay affirme qu'il a utilisé Okada pour réussir, avant de le défier à un match pour Wrestle Kingdom 15 que ce dernier accepte. Lors d'une entrevue d'après-match, Ospreay révèle que le groupe sera rejoint par un quatrième membre.
Lors du tournoi, le 15 novembre, le lutteur américain Jeff Cobb est révélé comme le dernier membre du groupe, faisant équipe avec O-Khan pour le tournoi. Ils terminent le tournoi avec un record de cinq victoires et quatre défaites, ce qui ne leur permet pas de se qualifier pour la finale du tournoi.
Lors de Wrestle Kingdom 15 - Tag 1, Great O-Khan perd contre Hiroshi Tanahashi et Opsreay perd contre Kazuchika Okada. Lors de Wrestle Kingdom 15 - Tag 2, Jeff Cobb perd pour le NEVER Openweight Championship contre Shingo Takagi, faisant que The Empire est ressorti sans victoire du Tokyo Dome.

### Rivalité Diverses et établissement (2021-...)
Lors de Castle Attack - Tag 2, United Empire a mis fin à sa rivalité avec Tencozy après que Cobb et Ospreay aient été vaincus par ces derniers. Plus tard dans la soirée, O-Khan perd contre Hiroshi Tanahashi pour le NEVER Openweight Championship.
En mars, Ospreay participe à la New Japan Cup 2021 où il bat au premier tour Hiroyoshi Tenzan. Lors du second tour, il bat Zack Sabre, Jr.. En quart de finale, il bat Sanada. En demi-finale, il bat David Finlay. Le 21 mars, il remporte le tournoi en battant Shingo Takagi en finale et défie ensuite Kōta Ibushi à un match pour le IWGP World Heavyweight Championship, déclarant qu'il ferait tout pour le gagner, dans le but de devenir le meilleur lutteur de la promotion. Pour prouver son point de vue, il se retourne contre sa petite amie Bea Priestley, la renvoyant de The United Empire.
Lors de Sakura Genesis 2021, Aaron Henare est révélé comme le nouveau membre du groupe et fait équipe avec Great O-Khan et Jeff Cobb pour battre Los Ingobernables de Japón (Tetsuya Naitō, Sanada et Shingo Takagi),. Plus tard dans la soirée, Ospreay bat Kōta Ibushi pour remporter le IWGP World Heavyweight Championship,. Lors de Wrestling Dontaku 2021 - Tag 2, il conserve son titre contre Shingo Takagi. Cependant, il a subi une blessure au cou pendant le match et a été contraint de rendre son titre vacant titre le 20 mai 2021.
Ospreay a commencé à recruter activement des nouveaux membres pour agrandir le clan. En raison de l'absence d'Ospreay à la Revolution Pro Westling, le Southside Heavyweight Champion, Ricky Knight Jr., a été reconnu comme le British Heavyweight Champion, menant à un Unification Title Match à High Stakes, pour le RPW British Heavyweight Championship d'Ospreay et la version de Knight du British Heavyweight Championship. Lors de High Stakes, Ospreay bat Ricky Knight Jr. pour unifier les deux championnats. Après le match, Ospreay commence à attaquer Knight, avant que Shota Umino ne vienne sauver ce dernier. Young Guns (Ethan Allen et Luke Jacobs), qui avaient déjà auditionné pour rejoindre le groupe, ont attaqué Umino. Kyle Fletcher et Mark Davis (Aussie Open), qui semblaient aider Umino, ont fini par se retourner contre lui et se joignent à Ospreay, qui s'est retourné contre Young Guns, devenant ainsi les nouveaux membres du clan. Lors de Autumn Attack, Opsreay bat Karl Fredericks. Par la suite, TJP, qui s'était auparavant allié avec Fredericks, s'est retourné contre lui, devenant le nouveau membre du clan.
Lors de Hyper Battle 2022, Sanada rend vacant le IWGP United States Heavyweight Championship en raison d'une blessure, il tente de transmettre le titre à l'ancien champion, Hiroshi Tanahashi, mais Ospreay demande à Sanada de lui donner le titre, ce qui a conduit à un match pour le titre entre Tanahashi et Ospreay. Plus tard dans la soirée, Jeff Cobb et Great O-Khan battent Chaos (Hirooki Goto et Yoshi-Hashi) et remportent les IWGP Tag Team Championship,. Peu de temps après, Francesco Akira s'est révélé être le mystérieux "Bruciare", qui avait été teasé depuis un mois, avant d'annoncer sa participation au Best of the Supers Juniors 2022.
Lors de Dominion 6.12 in Osaka-jo Hall, Will Ospreay bat Sanada et remporte le IWGP United States Heavyweight Championship laissé vacant par Juice Robinson.
Le 20 juin, Francesco Akira et TJP battent Six Or Nine (Master Wato et Ryusuke Taguchi) et remportent les IWGP Junior Heavyweight Tag Team Championship,.
Aussie Open participent ensuite au tournoi pour couronner les premiers Strong Openweight Tag Team Champions qu'ils remportent en battant Christopher Daniels et Yuya Uemura en finale.

## Membres du groupe
| Identité,       | Arrivée           | Départ       | Notes                   |
| --------------- | ----------------- | ------------ | ----------------------- |
| Will Ospreay    | 16 octobre 2020   |              | Leader actuel du groupe |
| Great O-Khan    | 16 octobre 2020   |              |                         |
| Bea Priestley   | 16 octobre 2020   | 21 mars 2021 |                         |
| Jeff Cobb       | 15 novembre 2020  |              |                         |
| Aaron Henare    | 4 avril 2021      |              |                         |
| Kyle Fletcher   | 19 septembre 2021 |              |                         |
| Mark Davis      | 19 septembre 2021 |              |                         |
| TJP             | 26 septembre 2021 |              |                         |
| Francesco Akira | 9 avril 2022      |              |                         |
| Dan Moloney     | 26 mars 2023      | 4 juin 2023  |                         |

## Palmarès
- One Pro Wrestling
  - 1 fois 1PW World Heavyweight Champion - Will Ospreay
- Ring Of Honor
  - 1 fois ROH World Tag Team Championship - Kyle Fletcher et Mark Davis
  - 1 fois ROH World Television Championship - Kyle Fletcher
- New Japan Pro Wrestling
  - 1 fois IWGP World Heavyweight Championship – Will Ospreay
  - 1 fois IWGP United States Heavyweight Championship - Will Ospreay
  - 2 fois IWGP Tag Team Championship – Great O-Khan et Jeff Cobb
  - 2 fois IWGP Junior Heavyweight Tag Team Championship - TJP et Francesco Akira (actuels)
  - 1 fois Strong Openweight Tag Team Championship – Kyle Fletcher et Mark Davis
  - New Japan Cup (2021) – Will Ospreay
  - Best of the Super Juniors (2023) - TJP et Francesco Akira

- Revolution Pro Wrestling
  - 1 fois RevPro Undisputed British Heavyweight Championship – Will Ospreay (1) et Great O-Khan (1)
  - 1 fois RPW British Tag Team Championship – Kyle Fletcher et Mark Davis

- PWA Black Label
  - 1 fois PWA Tag Team Championship – Kyle Fletcher et Mark Davis

- Warriors of Wrestling
  - 1 fois Warrior Wrestling Championship – Will Ospreay

- World Wonder Ring Stardom
  - 1 fois SWA World Championship – Bea Priestley